# تلفزيون مونتي كارلو
تلفزيون مونتي كارلو الجديد، هو قناة تلفزيونية فرنسية معروفة عالميًا تصنف من أقدم القنوات والمنصات التلفزيونية في أوروبا.
تأسست في عام 1954 وتقدم محتوى متنوعًا باللغة الفرنسية. تتميز ببرامجها الثقافية والسياسية والفنية والرياضية. يمكنك مشاهدة الأخبار والمسلسلات والأفلام والبرامج التوثيقية والرياضة. عند إطلاق قناة مونتي كارلو كان بثّها منحصرا فقط في المناطق المحيطة بها حيث لا تتجاوزها ب١٠٠ كم . لكن بعد فترة من إطلاق القناة تم تمديد موجاتها في السبعينات والثمانينات إلى جنوب شرق فرنسا وشمال إيطاليا، قبل أن تُعرف في مُختلف أنحاء العالم بفضل التطورات التكنولوجية والاقمار الصناعيه